# Discografia di Eve
Questa pagina contiene la discografia di Eve, cantante statunitense che ha iniziato la propria carriera nel 1999.

## Album
| Anno | Titolo | Posizione in classifica | Posizione in classifica | Posizione in classifica | Posizione in classifica | Posizione in classifica | Posizione in classifica | Posizione in classifica | Posizione in classifica | Certificazioni                  | Vendite         |
| Anno | Titolo | US                      | US R&B /HH              | AUS                     | CAN                     | NLD                     | NOR                     | SWI                     | UK                      | Certificazioni                  | Vendite         |
| ---- | --- | ----------------------- | ----------------------- | ----------------------- | ----------------------- | ----------------------- | ----------------------- | ----------------------- | ----------------------- | ------------------------------- | --------------- |
| 1999 | Let There Be Eve...Ruff Ryders' First Lady - Data di pubblicazione: 14 settembre 1999 - Etichetta: Ruff Ryders, Interscope | 1                       | 1                       | —                       | 16                      | —                       | —                       | —                       | —                       | - US: 2× Platino - CAN: Platino | - US: 2,000,000 |
| 2001 | Scorpion - Data di pubblicazione: 6 marzo 2001 - Etichetta: Ruff Ryders, Interscope                                        | 4                       | 1                       | 92                      | 20                      | 34                      | 10                      | 41                      | 22                      | - US: Platino - CAN: Platino    | - US: 1,537,000 |
| 2002 | Eve-Olution - Data di pubblicazione: 27 agosto 2002 - Etichetta: Ruff Ryders, Interscope                                   | 6                       | 1                       | 36                      | 8                       | 40                      | 32                      | 4                       | 47                      | - US: Oro                       | - US: 630,000   |
| 2013 | Lip Lock - Data di pubblicazione: 14 maggio 2013 - Etichetta: From the Rib                                                 | 46                      | 7                       | —                       | —                       | —                       | —                       | —                       | —                       | —                               |                 |

## Singoli

### Come artista principale
| Titolo                                                              | Anno | Posizione più alta | Posizione più alta | Posizione più alta | Posizione più alta | Posizione più alta | Posizione più alta | Posizione più alta | Posizione più alta | Posizione più alta | Posizione più alta | Certificazioni                                          | Album                                      |
| Titolo                                                              | Anno | US                 | US R&B             | US Rap             | AUS                | UK                 | IRL                | GER                | NL                 | NOR                | SWI                | Certificazioni                                          | Album                                      |
| ------------------------------------------------------------------- | ---- | ------------------ | ------------------ | ------------------ | ------------------ | ------------------ | ------------------ | ------------------ | ------------------ | ------------------ | ------------------ | ------------------------------------------------------- | ------------------------------------------ |
| What Y'all Want (featuring Nokio)                                   | 1999 | 29                 | 9                  | —                  | —                  | —                  | —                  | —                  | —                  | —                  | —                  |                                                         | Ryde or Die, Vol. 1                        |
| Gotta Man                                                           | 1999 | 26                 | 10                 | 8                  | —                  | —                  | —                  | —                  | —                  | —                  | —                  |                                                         | Let There Be Eve...Ruff Ryders' First Lady |
| Love Is Blind (featuring Faith Evans)                               | 1999 | 34                 | 11                 | —                  | —                  | —                  | —                  | —                  | —                  | —                  | —                  |                                                         | Let There Be Eve...Ruff Ryders' First Lady |
| Got It All (with Jadakiss)                                          | 2000 | 83                 | 27                 | 13                 | —                  | —                  | —                  | —                  | —                  | —                  | —                  |                                                         | Ryde or Die, Vol. 2                        |
| Who's That Girl?                                                    | 2001 | 47                 | 16                 | 5                  | —                  | 6                  | —                  | 21                 | 17                 | 14                 | 8                  |                                                         | Scorpion                                   |
| Let Me Blow Ya Mind (featuring Gwen Stefani)                        | 2001 | 2                  | 6                  | 10                 | 4                  | 4                  | 1                  | 5                  | 2                  | 1                  | 1                  | - ARIA: Platinum - RIANZ: Gold                          | Scorpion                                   |
| Got What You Need (featuring Drag-On & Swizz Beatz)                 | 2001 | —                  | —                  | —                  | —                  | —                  | —                  | —                  | —                  | —                  | —                  | - Syndicat national de l'édition phonographique: Silver | Scorpion                                   |
| Gangsta Lovin' (featuring Alicia Keys)                              | 2002 | 2                  | 2                  | 2                  | 4                  | 6                  | 15                 | 21                 | 8                  | 5                  | 6                  | - ARIA: Platinum                                        | Eve-Olution                                |
| Satisfaction                                                        | 2003 | 27                 | 22                 | 8                  | —                  | 20                 | —                  | 68                 | 87                 | —                  | —                  |                                                         | Eve-Olution                                |
| Tambourine                                                          | 2007 | 37                 | 17                 | 10                 | —                  | 18                 | 16                 | 78                 | —                  | —                  | —                  |                                                         |                                            |
| Give It to You (featuring Sean Paul)                                | 2007 | 124                | 114                | —                  | —                  | —                  | —                  | 49                 | —                  | —                  | —                  |                                                         |                                            |
| Make It Out This Town (featuring Gabe Saporta)                      | 2013 | —                  | —                  | —                  | —                  | —                  | —                  | —                  | —                  | —                  | —                  |                                                         | Lip Lock                                   |
| EVE (featuring Miss Kitty)                                          | 2013 | —                  | —                  | —                  | —                  | —                  | —                  | —                  | —                  | —                  | —                  |                                                         | Lip Lock                                   |
| Reload (featuring Konshens)                                         | 2019 | —                  | —                  | —                  | —                  | —                  | —                  | —                  | —                  | —                  | —                  |                                                         |                                            |
| "—" indica che la pubblicazione non è entrata in quella classifica. |      |                    |                    |                    |                    |                    |                    |                    |                    |                    |                    |                                                         |                                            |

### Come artista ospite
| 1999                                                                | Girlfriend/Boyfriend (Blackstreet Feat. Janet Jackson, Eve & Ja Rule) | 47 | 17 | —  | — | 11 | —  | 98 | 41 | —  | —  | Finally                   |
| 1999                                                                | Remember Them Days (Beanie Sigel Feat. Eve)                           | —  | 69 | —  | — | —  | —  | —  | —  | —  | —  | The Truth                 |
| 1999                                                                | Hot Boyz (Missy Elliott Feat. Lil' Mo, Nas, Eve e Q-Tip)              | 5  | 1  | —  | — | 18 | —  | 52 | —  | —  | —  | Da Real World             |
| 1999                                                                | Triflin' (Coko feat. Eve)                                             | —  | 69 | —  | — | —  | —  | —  | —  | —  | —  | Hot Coko                  |
| 1999                                                                | Ryde or Die, Bitch (The LOX feat. Eve e Timbaland)                    | 73 | 27 | —  | — | —  | —  | —  | —  | —  | —  | We Are the Streets        |
| 2001                                                                | Caramel (City High feat. Eve)                                         | 18 | 9  | 47 | — | 9  | 21 | —  | 53 | —  | 72 | City High                 |
| 2001                                                                | 4 My People (Missy Elliott feat. Eve)                                 | —  | —  | —  | — | 5  | —  | 21 | 2  | 12 | 40 | Miss E... So Addictive    |
| 2001                                                                | Brotha Part II (Angie Stone feat. Alicia Keys and Eve)                | 52 | 13 | —  | — | 37 | —  | —  | —  | —  | —  | Mahogany Soul             |
| 2003                                                                | Not Today (Mary J. Blige feat. Eve)                                   | 41 | 21 | —  | — | 40 | —  | —  | —  | —  | —  | Love & Life               |
| 2004                                                                | Rich Girl (Gwen Stefani feat. Eve)                                    | 7  | 78 | 2  | — | 4  | 2  | 14 | 4  | 2  | 6  | Love. Angel. Music. Baby. |
| 2005                                                                | 1 Thing (Amerie feat. Eve)                                            | 8  | 1  | 13 | — | 4  | 6  | 34 | 14 | 10 | 28 | Touch                     |
| 2007                                                                | Like This (Kelly Rowland feat. Eve)                                   | 30 | 7  | 13 | 1 | 4  | 5  | —  | 85 | —  | 77 | Ms. Kelly                 |
| 2009                                                                | Patron Tequila (Paradiso Girls Feat. Lil Jon & Eve)                   | —  | —  | —  | 7 | —  | —  | —  | —  | —  | —  | Crazy Horse               |
| 2010                                                                | Who's That Girl (Guy Sebastian feat. Eve)                             | —  | —  | 1  | — | —  | —  | —  | —  | —  | —  | Twenty Ten                |
| 2011                                                                | Money in the Bank (Timati feat. Eve)                                  | —  | —  | —  | — | —  | —  | —  | —  | —  | —  | The Boss (USA Edition)    |
| 2011                                                                | Everyday (Coolin') (Swizz Beatz feat. Eve)                            | —  | 81 | —  | — | —  | —  | —  | —  | —  | —  | Haute Living              |
| 2011                                                                | Get Em (Wolfgang Gartner feat. Eve)                                   | —  | —  | —  | — | —  | —  | —  | —  | —  | —  | Weekend in America        |
| "—" indica che la pubblicazione non è entrata in quella classifica. |                                                                       |    |    |    |   |    |    |    |    |    |    |                           |